# Gerard Versteeg

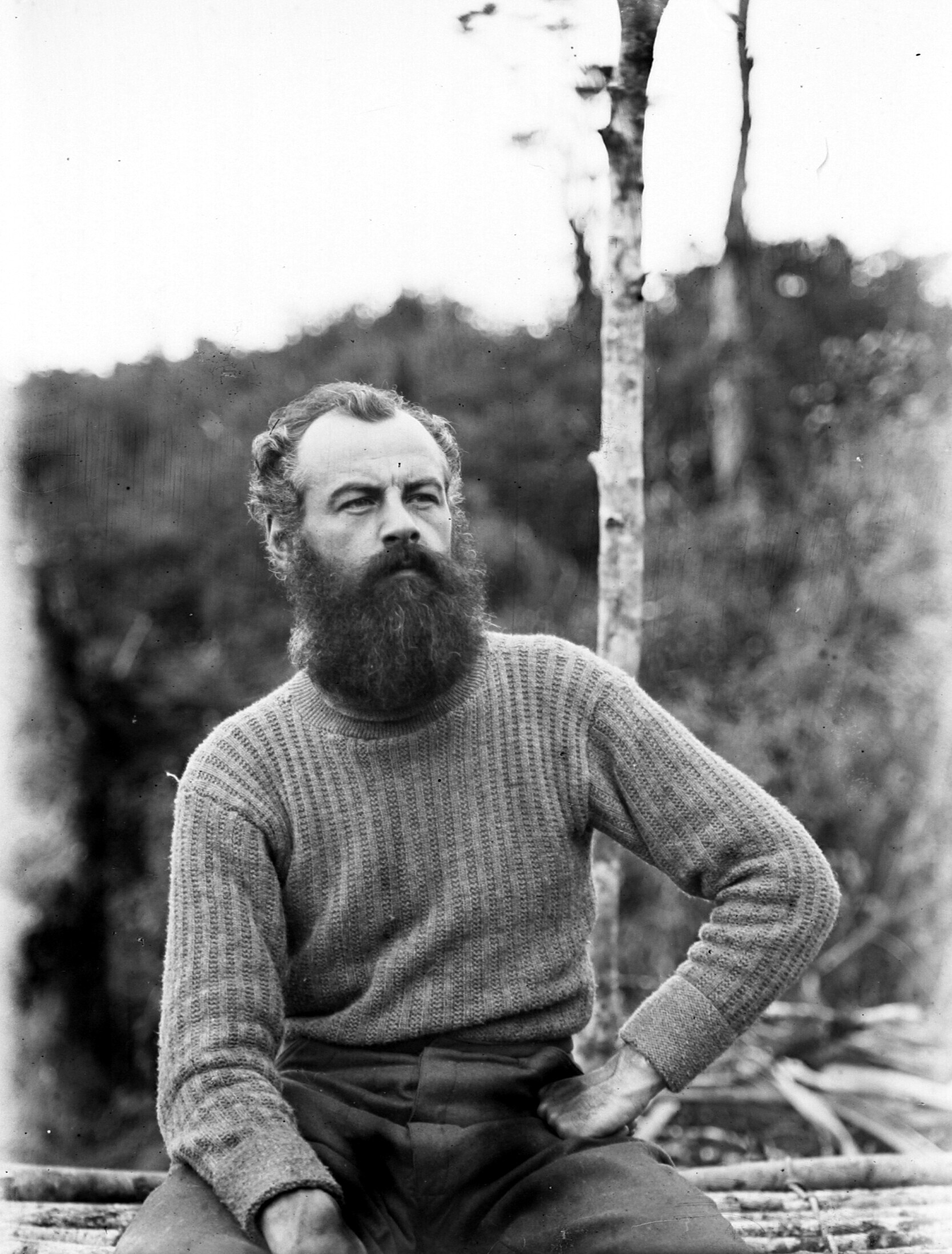
Portret van Gerard Versteeg, gemaakt tijdens de Derde Zuid-Nieuw-Guinea-expeditie in 1912-1913.

Gerard Martinus Versteeg (Zeist, 5 juni 1876 – Den Haag, 3 mei 1943) was een Nederlandse arts die aan het begin van de twintigste eeuw deelnam aan exploratietochten naar het binnenland van Suriname en Nederlands-Nieuw-Guinea.

## Expeditielid in Suriname
Na zijn schooltijd in Zeist ging Versteeg, de zoon van een aannemer, medicijnen studeren. Als arts in opleiding nam hij deel aan de Gonini-expeditie van 1903 en de Tapanahony-expeditie van 1904 naar het onbekende binnenland van Suriname. De Gonini en Tapanahony zijn twee rivieren in het oosten van Suriname. Zijn belangrijkste teamgenoten bij beide expedities waren expeditieleider, KNIL officier en cartograaf A. Franssen Herderschee en C.H. de Goeje, marineofficier, cartograaf en fotograaf, en tijdens deze expeditie de verzamelaar van etnografische voorwerpen. Behalve met de medische zorg was Versteeg belast met het bijeenbrengen van een collectie botanische en zoölogische specimens. Alle drie fotografeerden ze de onderneming.

## Expeditielid in Nieuw-Guinea
Na zijn afstuderen vertrok Gerard Versteeg in 1905 naar Nederlands-Indië en werd officier van gezondheid bij het Koninklijk Nederlandsch-Indisch Leger. Waarschijnlijk geselecteerd om zijn ervaringen als arts-explorateur in Suriname, zou hij ook in Indië deelnemen aan twee van de drie expedities die ondernomen werden naar de met 'eeuwige sneeuw' bedekte toppen van het centraal gelegen Sneeuwgebergte in Nieuw-Guinea. De eerste maal zou hij als arts deel uitmaken van de Eerste Zuid-Nieuw-Guinea-expeditie in 1907 onder leiding van Hendrik Lorentz, die de sneeuw niet bereikte; de tweede maal in dezelfde hoedanigheid in de Derde Zuid-Nieuw-Guinea-expeditie in 1912-1913 onder Franssen Herderschee, met wie hij in Suriname al op pad was geweest. Versteeg was een van de eersten ooit die de sneeuw van Nieuw-Guinea betrad. Zoals in Suriname was hij een van de fotografen van de expeditie. Medeteamlid A.A. Pulle heeft een boekje geschreven over zijn ervaringen tijdens deze expeditie:
Naar het Sneeuwgebergte van Nieuw-Guinea met de Derde Nederlandsche Expeditie. Amsterdam: Maatschappij voor goede en goedkoope lectuur, z.j. (ca.1921)

## Verdere carrière
Dankzij de dagboeken, die hij bijhield vanaf zijn studie medicijnen bij de Rijks Universiteit van Utrecht tot enige jaren voor zijn dood in 1943, weten we veel over zijn tijd in Nederlands-Indië. Tussen 1920 en 1930 werkte hij in en rond de steden Solo (Surakarta), Kuningan en Semarang op Java als Hoofd van de plaatselijke pestbestrijding door de Nederlandse overheid. Later keerde hij terug naar Nederland. De laatste jaren van zijn werkend leven was hij medisch ambtenaar verbonden aan het Centraal Bureau voor de Statistiek. In 1943, kort na zijn pensioen, overleed hij in Den Haag.

## Dagboeken
In 2010 kreeg het Koninklijk Instituut voor de Tropen van de nazaten van Versteeg een van zijn handgeschreven dagboeken aangeboden. Het bevat een minutieus handgeschreven verslag van zijn reis door Nieuw-Guinea, verlucht met een aantal tekeningen en schetsmatige kaartjes. Een tweede dagboek, van de Gonini-expeditie was via via op een veiling terechtgekomen en kon eveneens worden aangeschaft door bovengenoemd instituut. Beide dagboeken zijn in de loop van 2020 gepubliceerd.
De persoonlijke dagboeken, die Versteeg sinds 1897 bijhield tot 1935, zijn in 6 delen gepubliceerd door A. Versteeg bij uitgeverij Pumbo. Deel 1 en 6 spelen zich af in Nederland. De overige delen op Java, Sumatra en Borneo.
De dagboeken van Versteeg in Nieuw-Guinea zijn gepubliceerd onder de titel Derde Zuid Nieuw-Guinea Expeditie 1912-1913. Dagboek van Gerard Martinus Versteeg, arts, 2 delen, 2020. Geredigeerd en onder eigen beheer uitgegeven door Anton Versteeg. Het boek heeft geen ISBN.

## Over Versteeg
- Nol Wentholt, 'G.M. Versteeg (1876-1943)', in: Linda Roodenburg, De bril van Anceaux. Volkenkundige fotografie vanaf 1860. Zwolle/Leiden: Waanders Uitgeverij/Rijksmuseum voor Volkenkunde, 2002, pp. 96-105.
- Op Het Geheugen van Nederland zijn honderden foto's, die Versteeg in Suriname, Nederlands Indië en Nieuw-Guinea maakte beschikbaar.